# Алварське повстання
Алварське повстання 1932-1933 років — одне з найбільших повстань в Північній Індії в ХХ столітті. Розпочалося навесні 1932 року виступом селян північного князівства Алвар у Раджастхані проти феодальних поборів та повинностей. Спершу селяни виступили проти магараджі та поміщиків-індуїстів, але потім почали нападати і на поміщиків-мусульман. Повстанці яких підтримали солдати-пернсіонери, ветерани Першої світової війни створили тридцятитисячне військояке підійшло до столиці князівства. Усього в повстанні брало участь до 100 тисяч людей. Основні вогнища повтсання було придушено лише після того як на допомогу армії магараджі прибули англо-індійські війська з броньовиками та літаками.